# Amblyseius rosica
Amblyseius rosica är en spindeldjursart som beskrevs av Gupta 1992. Amblyseius rosica ingår i släktet Amblyseius och familjen Phytoseiidae. Inga underarter finns listade i Catalogue of Life.